# Hipersueño
El hipersueño o estasis es un concepto de ciencia ficción muy similar a la animación suspendida. Mientras que la animación suspendida por lo general se refiere a una reducción general de los procesos vitales, el hipersueño o estasis implica un cese completo de estos procesos, los cuales pueden ser reiniciados fácilmente o se reinician en forma espontánea cuando se detiene el hipersueño. Dependiendo del trabajo de ficción al que se refiera, el hipersueño tiene propiedades particulares que son útiles para las historias de ciencia ficción.

## Generalidades
En el mundo de la ciencia ficción la estasis o hipersueño se puede «administrar» a personas o animales en forma específica (como en el caso de las películas Pandorum y "Passengers" o de la serie fílmica Alien) o en una región donde se encuentre la persona u objeto como un «campo de estasis».
En el caso de los campos de estasis, muchos trabajos de ciencia ficción utilizan dispositivos para crear estos campos. El tiempo, por lo general, se suspende dentro de los campos de estasis. Estos campos tienen además la propiedad de proteger a objetos no vivientes dentro del campo y evitar que se deterioren. En algunas historias donde estos campos son utilizados, los objetos y seres vivos que se encuentran dentro de los campos superan ampliamente sus periodos de vida normales, pudiendo alcanzar incluso miles o millones de años. En el caso del hipersueño enfocado, por lo general un hipersueño extendido tiende a causar daños físicos y psicológicos a las personas expuestas a ellos.
El objetivo principal de la estasis es el de suspender a la tripulación y/o carga de una nave espacial durante un viaje interestelar muy largo, y de esta forma contrarrestar los efectos negativos del mismo en los seres humanos o carga. En algunos casos, como en la trilogía The Night's Dawn, los campos de estasis son utilizados para proteger a naves espaciales de los efectos de la aceleración extrema.
Aunque el concepto es utilizado en ciencia ficción, actualmente existen esfuerzos importantes en el mundo científico para poder inducir animación suspendida en animales y eventualmente en seres humanos, incrementando sus efectos hasta llegar a situaciones cercanas a las del hipersueño. Las aplicaciones de lograr un estado similar en seres humanos van más allá de viajes estelares o protección, siendo aún más importante los beneficios que podría traer al mundo de la medicina.

## Ejemplos del uso del hipersueño o estasis en trabajos de ciencia ficción
- En la serie de películas de Alien y en muchos de sus spin-offs, los viajes interestelares involucran el uso de cápsulas de hipersueño para aliviar los largos viajes a las tripulaciones de las naves espaciales. La protagonista Ellen Ripley termina perdiéndose en el espacio entre la primera y segunda película y permaneciendo en hipersueño durante 57 años.
- En la película Pandorum, decenas de miles de seres humanos son enviados a Próxima Centauri en una nave colonizadora. Debido a que se trata de un viaje de varias décadas, todas las personas a bordo se encuentran en estado de hipersueño durante la totalidad del viaje, con la excepción de la tripulación la cual rota cada cuatro años para mantener y controlar el curso y funcionamiento de la nave.
- En la película Passengers, se utilizan las cámaras de sueño ya que deben de viajar por 120 años hacia un planeta apto y habitable para los humanos, pero debido a una falla en la nave, una cámara falla, haciendo que el paciente despertara 90 años antes del aterrizaje de la nave, quedando completamente solo, ya que las otras 4999 personas estaban dormidas.
- En la película de James Cameron Avatar, el viaje a la luna del planeta Polifemo, Pandora, donde transcurre gran parte de la historia, toma aproximadamente cinco años y la mayoría de los tripulantes a bordo de las naves que viajan hasta allá pasan el trayecto en el hipersueño.
- En la película Event Horizon, los tripulantes de la nave Lewis and Clarke viajan en unas cápsulas de hipersueño llenas de líquido durante el viaje a Neptuno.
- En la serie de videojuegos Mass Effect, algunos personajes y algunos dispositivos pueden crear campos de estasis. Estos son utilizados más que todo en combate, tanto para protección como para inhabilitar a contrincantes.
- En el videojuego Portal, Chell, la protagonista, es puesta en estado de estasis durante muchos años y es despertada al principio de Portal 2.
- En el videojuego Half-Life, Gordon Freeman, el protagonista, es puesto en estado de estasis luego de una corta discusión con G-Man.
- En la serie de videojuegos StarCraft, los seres humanos del juego, conocidos como Terrans, llegan al Sector Koprulu por error una vez que las naves donde estaban viajando en estado de estasis se desvían de su curso y acaban alejándonse mucho más lejos de la tierra de lo planeado. En la expansión del primer juego, el UED envía una fuerza expedicionaria desde la Tierra al Sector Koprulu, Brood War, donde indican que estuvieron en estado de hipersueño para soportar el largo viaje.
- En la serie de videojuegos de rol, Star Wars: Knights of the Old Republic, tanto los Jedi como los Sith, al igual que ciertos dispositivos explosivos, pueden crear campos de estasis por cortos periodos de tiempo. Estos son usados en combate para inmovilizar a los oponentes.
- En la película de Prometheus, de Ridley Scott los componentes de la tripulación de la nave Prometheus, utilizan el hipersueño en cápsulas de líquido «estasiante» para un viaje largo de 2 años y 4 meses hasta llegar a un planeta que se cree existen unos antepasados a los humanos.